# Cessna 140
Le Cessna 140 est un avion de tourisme de l'avionneur américain Cessna réalisé dans l'immédiat d'après-guerre. Avec plus de sept mille exemplaires construits c'est un des premiers véritables succès du constructeur. Une version à bas coûts désignée Cessna 120 a également vu le jour.

## Historique

### Contexte
Au lendemain de la Seconde Guerre mondiale, il apparut évident aux responsables de Cessna que les nombreux pilotes démobilisés par l'US Army Air Forces et l'US Navy représenteraient une manne pour l'industrie aéronautique. Mais pour cela il fallait pouvoir concevoir et usiner un avion de tourisme léger, facile à piloter, et surtout bon-marché. C'est ainsi que fut lancé le développement du Cessna 140.

### Développement & commercialisation

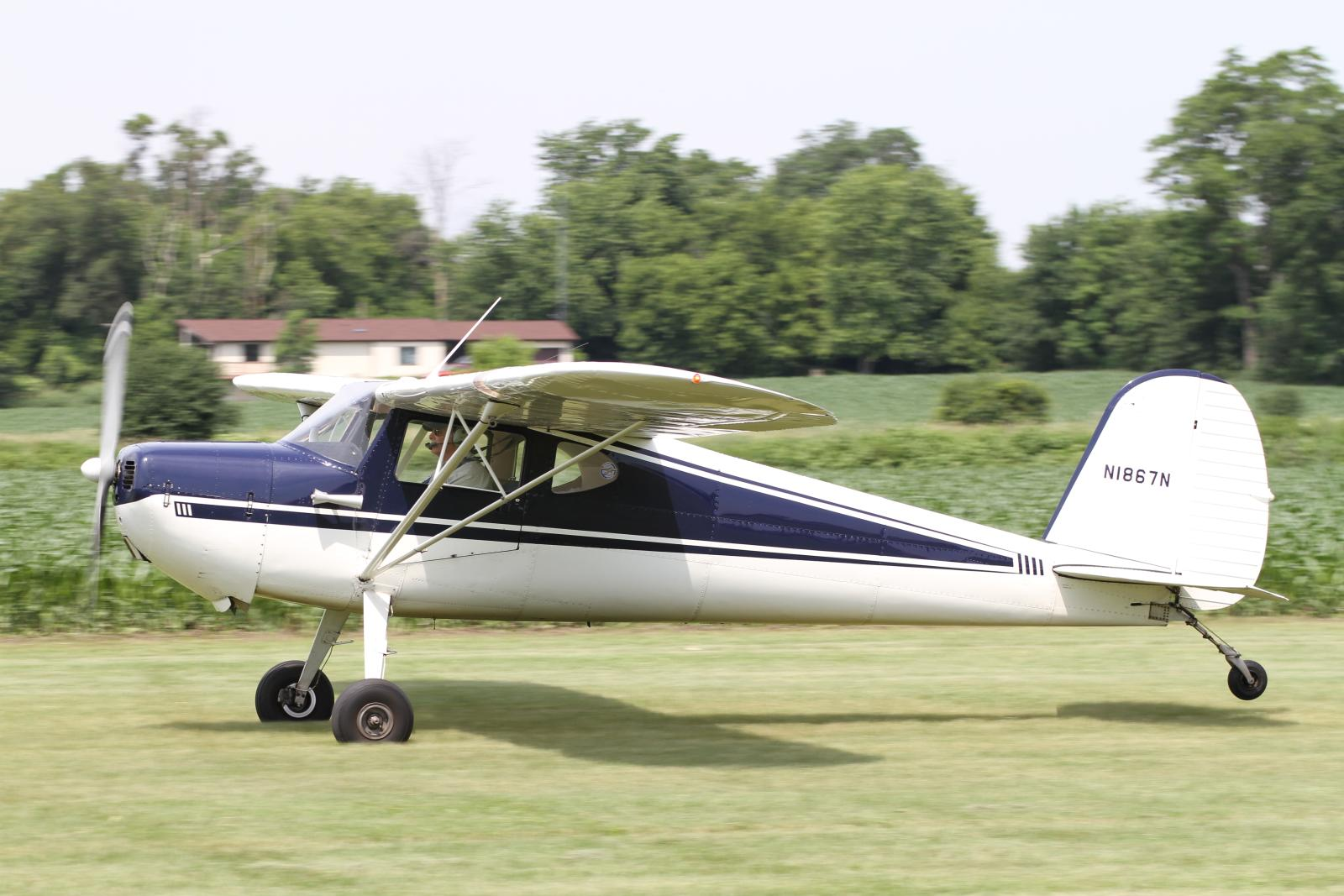
Cessna 120

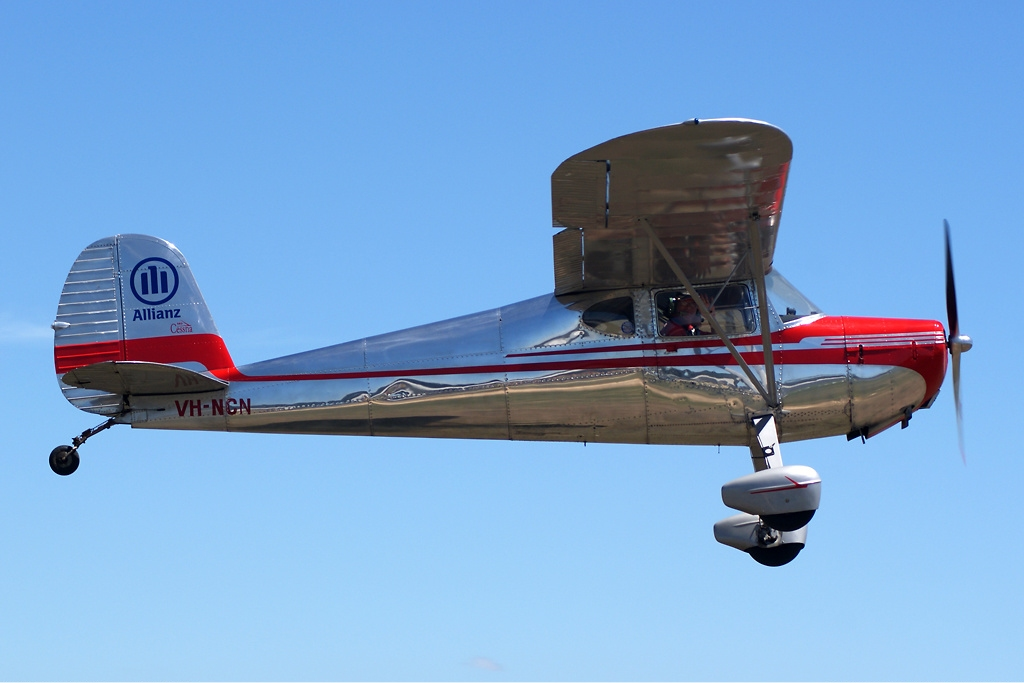
Cessna 140A

Le design et le développement de l'avion furent lancés en mars 1945 alors même que la guerre continuait en Europe et dans l'océan Pacifique. Les responsables de Cessna allèrent au plus simple en matière d'architecture générale de l'avion avec une aile haute à haubans, un train d'atterrissage classique fixe doté de jambes non carénées et d'une roulette de queue orientable. L'habitacle également était des plus spartiate avec une configuration biplace côte-à-côte du pilote et de son passager, et une avionique réduite au minimum, avec tout de même un altimètre, un horizon artificiel et une radio UHF. La motorisation était assurée par un moteur en ligne Continental C-85 de 85 chevaux entraînant une hélice bipale en métal. L'avion était également assemblé en métal dans sa globalité. C'est dans cette configuration que l'avion réalisa son premier vol le 28 juin 1945.
Dès 1946 et le début de la fabrication en grande série de l'avion il apparut nécessaire de développer une version plus légère, plus économique et donc plus à même d'être commercialisée aux vétérans américains. Désignée Cessna 120 celle-ci ne se différenciait que peu extérieurement du Cessna 140, si ce n'est son empennage très légèrement réduit. En outre une partie de l'avionique devenait optionnelle sur cette machine. Rapidement le Cessna 120 connut le succès auprès des clients civils américains, mais également au Canada et au Royaume-Uni.
Dans le même temps Cessna développa une version plus « luxeuse » du Cessna 140 d'origine. Désignée Cessna 140A celle-ci disposait de carénages pour les jambes de train, de hublots agrandis à l'arrière, et de la possibilité de motoriser l'avion avec un Continental O-200 de 100 ch. Le Cessna 140A connut lui aussi un assez rapide succès.

### Impacts industriels
Lorsque la production en série cessa en 1950 l'avion avait été construit à 7 664 exemplaires. Il fut remplacé sur les chaînes de montage par le Cessna 170 qui en était un dérivé à train d'atterrissage tricycle fixe. Le Cessna 120 quant à lui dut attendre le Cessna 150 pour connaître un véritable successeur. 
Mais surtout les Cessna 140 et 120 avaient également permis d'asseoir la position dominante de l'avionneur sur ce marché de l'aviation de loisirs face principalement à Piper et à sa série d'avions dérivés du Cub puis du Super Cub. 
En 2013, le Cessna 120 demeure le plus léger de tous les monomoteurs produit en série par l'avionneur.

## Versions
- Cessna 140 : Désignation de la version de série d'origine.
  - Cessna 140A : Désignation de la sous-version de série à équipements spéciaux.
- Cessna 120 : Désignation de la version de série à bas coût.

## Préservation

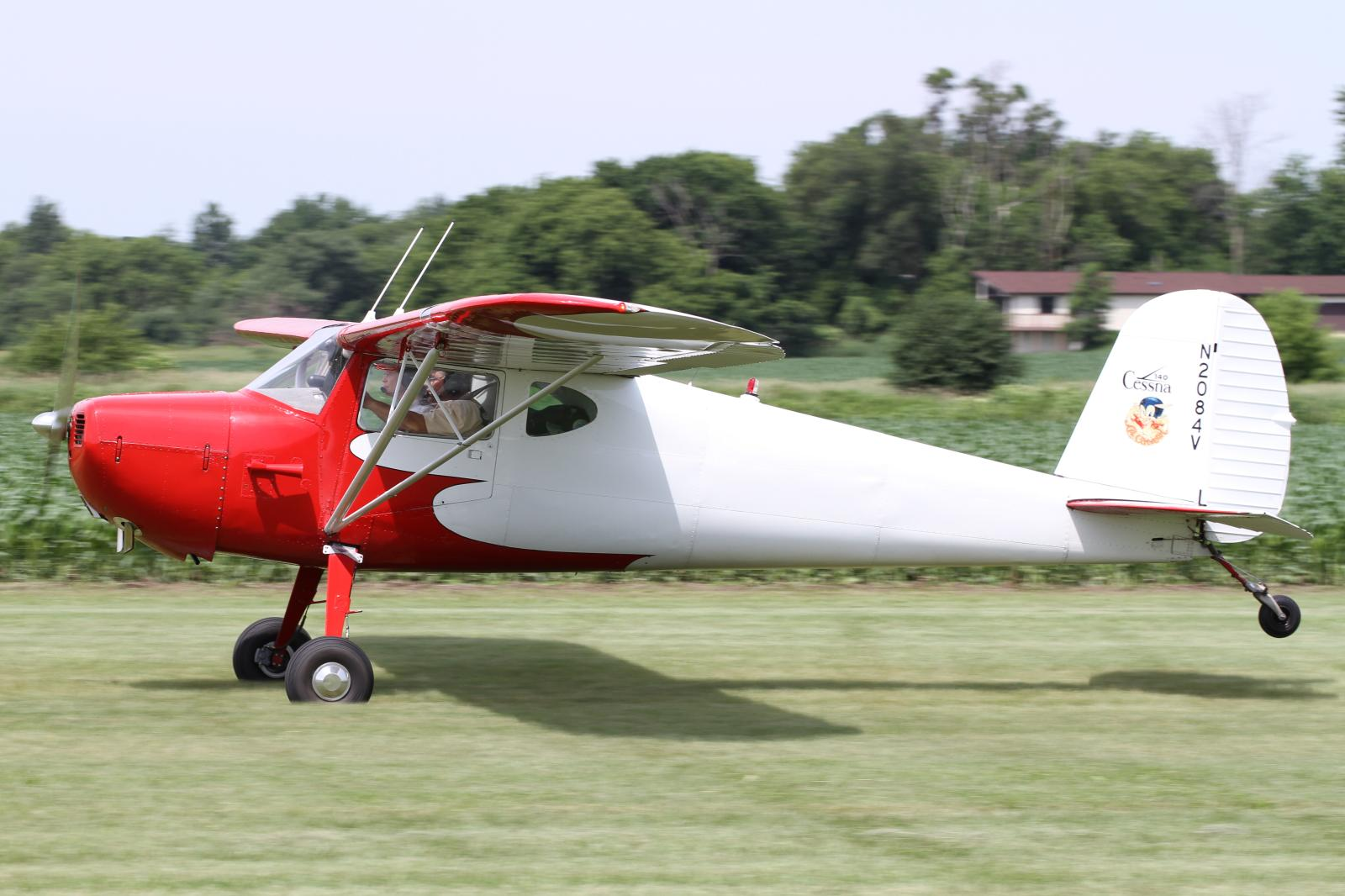
Cessna 140 au décollage.

Si début 2013 plusieurs dizaines de Cessna 140 et 120 étaient encore en état de vol, il faut remarquer que quelques exemplaires sont préservés dans des musées aéronautiques et notamment les suivants.
- Le Golden Age Air Museum[5] de Bethel aux États-Unis.
- Le Hillier Air Museum[6] de Modesto aux États-Unis.
- Le Museu Asas de um Sonho[7] de São Carlos au Brésil.
- Le Port Townsend Aero Museum[8] de Port Townsend aux États-Unis.

### Développements liés
- Cessna 170
- Cessna L-19